# Guianadolfijn
De guianadolfijn (Sotalia guianensis) (Sranan: profosu; Surinaams-Nederlands: provoost) is een Latijns-Amerikaanse soort dolfijn uit het geslacht Sotalia.
De soort werd vroeger als een aan de kust levende ondersoort van de amazonedolfijn (S. fluviatilis) beschouwd, namelijk S. fluviatilis guianensis. De soorten verschillen genetisch van elkaar en ze vertonen significante verschillen in de vorm en grootte van hun schedel. S. guianensis is voorts dikker, zo'n 30% groter en heeft meer tanden in de bovenkaak. De lichte banden op zijn huid zijn ook meer uitgesproken bij S. guianensis. Het is onduidelijk of de exemplaren van S. guianensis die bij de Amazone leven in contact staan met de amazonedolfijn.

## Voorkomen
S. guianensis komt voor in riviermondingen en baaien en in de zeeën nabij het oosten van het Latijns-Amerikaans vasteland - van Nicaragua of zelfs Honduras tot Santa Catarina in Brazilië - en de Caraïben. Een afgezonderde populatie dolfijnen in de Orinoco behoort waarschijnlijk ook tot deze soort. Ze leven meestal in kleine groepjes, maar komen ook in scholen van tot 50 exemplaren voor. Ze vormen soms scholen met tuimelaars en worden ook gezien met orinocodolfijnen. Het is een snelle, actieve en acrobatische zwemmer die kort duikt (11 seconden tot 3 minuten). Het is een schuwe soort die boten mijdt. In Suriname worden zij regelmatig in het het brak water van onder meer de Suriname- en de Commewijnerivier waargenomen.

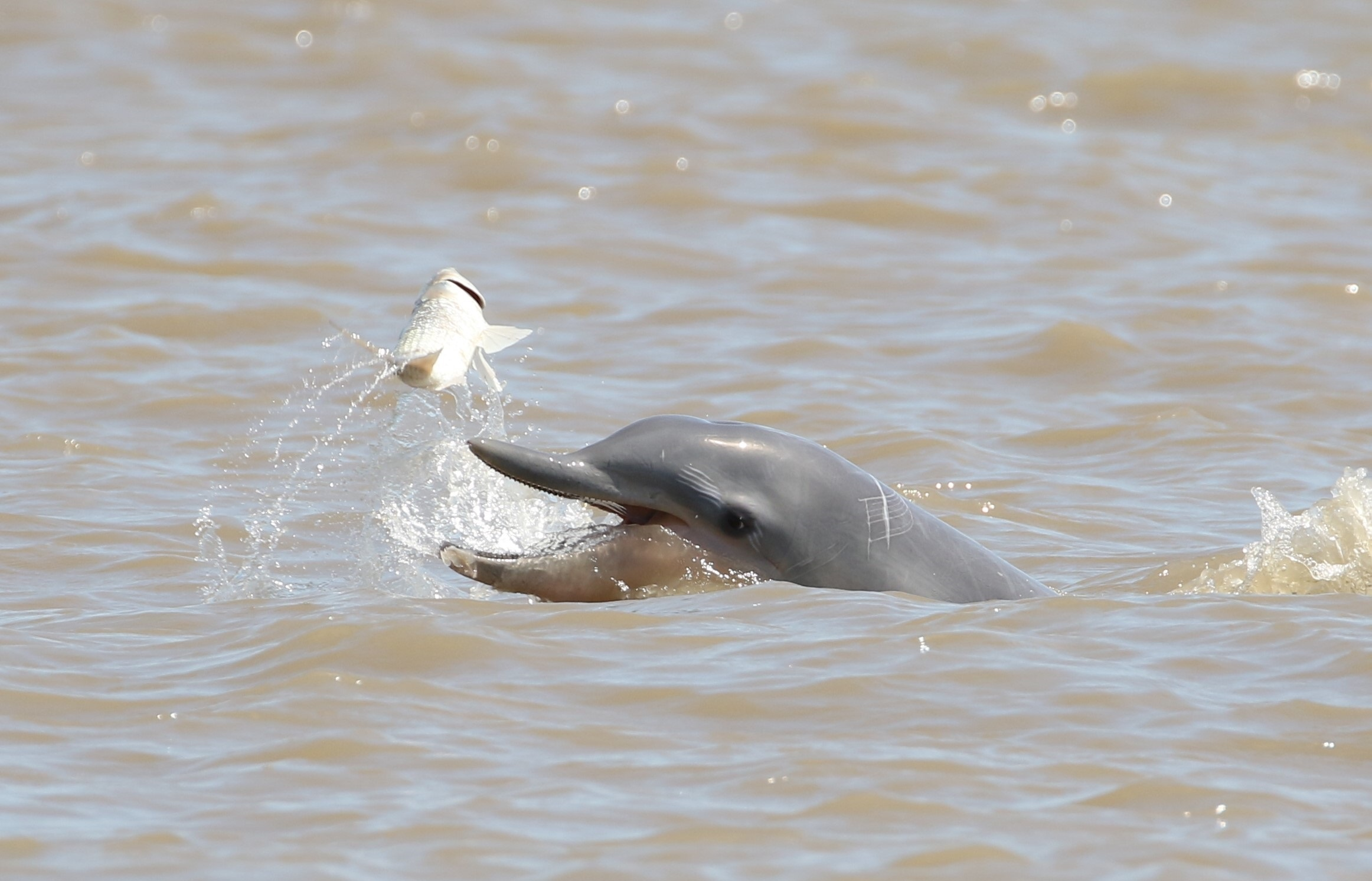
Guianadolfijn in de rivier de Mahury, Frans-Guyana

## Voedsel
S. guianensis voedt zich vooral met beenvissen en daarnaast met koppotigen, garnalen en krabben. Ze jagen zowel alleen als in paren of groepen.

## Kenmerken
De soort is bovenaan en op de flippers lichtgrijs tot grijs, bruingrijs of blauwgrijs; kalfjes zijn meer effen grijs. De onderflanken en buik van de dolfijn zijn lichter (tot wit), net als een zeer variabele band van de borst tot boven de flipper uitkomt. Enkele delen van de buik hebben een roze schijn, die gedeeltelijk seizoensgebonden is. Hij kan lichte, doffe vlekken hebben op het begin van zijn staart en op zijn zijkant en bovenflanken. Van het oog naar de flipper loopt een brede, donkere, vage streep. Achter de flippers zijn donkere en lichte vage vlekken te vinden.
De snuit van de soort is smal en middellang. Zijn voorhoofd steekt wat uit en loopt licht af. De rugvin is driehoekig, laag, vaak hoekig en heeft een brede basis. Hij heeft donkere ogen en oogleden. De flippers zijn relatief breed.
Mannetjes worden zo'n 1,9 meter lang, vrouwtjes 2,1. Een exemplaar weegt minstens 45 kg. Pasgeboren kalfjes zijn tussen 0,8 en 1 meter lang en zijn slanker gebouwd dan de zwaargebouwde volwassen exemplaren. Ze worden meestal tot 25 jaar oud.

## Voortplanting
Mannetjes zijn geslachtsrijp op de leeftijd van 7 jaar, vrouwtjes tussen hun 5de en 8ste levensjaar. De dolfijn kalft het hele jaar door. De dracht duurt 11 tot 12 maanden. Tussen twee geboortes in verstrijkt 22 tot 23 maanden.

## Vijanden
Een natuurlijke vijand van S. guianensis is de orka. Mogelijk jagen haaien zoals de stierhaai op de dolfijn.